# Toy Story : Angoisse au motel
Pour plus de détails, voir Fiche technique et Distribution.
Toy Story : Angoisse au Motel (Toy Story of Terror), ou Histoire de jouets : Angoisse au motel au Québec, est un court-métrage d'animation produit par Pixar Animation Studios et Walt Disney Television Animation, diffusé par Walt Disney Pictures, basé sur les films Disney Pixar Toy Story. Il a été diffusé pour la première fois sur la chaîne de télévision américaine ABC le 16 octobre 2013,. Il a été écrit et réalisé par Angus MacLane et produit par Galyn Susman. Michael Giacchino en a composé la musique. La bande son du film est sortie le 15 octobre 2013 sur Amazon et iTunes au format numérique.

## Synopsis
L'histoire se déroule après les événements de Toy Story 3. Les jouets de Bonnie, lors d’un voyage sur la route, regardent un film d'horreur quand une fatigue conduit Bonnie et sa mère à passer la nuit dans un motel situé au bord de la route. Après la disparition de M. Patate, les autres commencent à le chercher, mais ils se retrouvent pris dans une série d'événements mystérieux qui les mènent à un grand, complot, et c'est Jessie qui devra résoudre l'affaire

## Fiche technique
Sauf indication contraire, les informations mentionnées dans cette section peuvent être confirmées par les bases de données cinématographiques  présentes dans la section « Liens externes ».
- Titre original : Toy Story of Terror
- Titre français : Toy Story : Angoisse au motel
- Titre québécois : Histoire de jouets : Angoisse au motel
- Réalisation : Angus MacLane
- Scénario : Angus MacLane, Andrew Stanton
- Musique : Michael Giacchino
- Production : Galyn Susman
- Sociétés de production :  Pixar Animation Studios et Walt Disney Pictures
- Société de distribution : Buena Vista Pictures
- Pays de production :  États-Unis
- Langue originale : anglais
- Genre : animation, aventure, comédie
- Format : couleur - 16:9 HD Dolby Digital 5.1
- Durée : 22 minutes
- Dates de sortie :
  - États-Unis :  16 octobre 2013
  - France :  1er novembre 2013
- Date de sortie en DVD : 15 juillet 2015[Où ?]

## Distribution
Sauf indication contraire, les informations mentionnées dans cette section peuvent être confirmées par les bases de données cinématographiques  présentes dans la section « Liens externes ».

### Voix originales
- Joan Cusack : Jessie
- Carl Weathers : Combat Carl et Combat Carl Jr.
- Tom Hanks : Woody
- Tim Allen : Buzz l'Éclair
- Stephen Tobolowsky : Ron le gérant
- Timothy Dalton : M. Pricklepants
- Wallace Shawn : Rex
- Don Rickles : Monsieur Patate
- Kristen Schaal : Trixie
- Kate McKinnon : le chat PEZ
- Lori Alan : la mère de Bonnie
- Peter Sohn : Transitron
- Emily Hahn : Bonnie
- Dawnn Lewis : la livreuse
- Jason Topolski : vampire / dépanneur
- Ken Marino : Pocketeer
- Christian Roman : Old Timer
- Laraine Newman : Betsy
- Tara Strong : l'ordinateur
- Angus MacLane : l'agent Wilson
- Josh Cooley : l'agent Phillips
- Dee Bradley Baker : M. Jones

### Voix françaises
- Barbara Tissier : Jessie
- Gilles Morvan : Commando Carl
- Jean-Philippe Puymartin : Woody
- Richard Darbois : Buzz L'Éclair
- Jean-Pierre Denys : Mr. Patate
- Henri Guybet : Rex
- Jean-Pierre Michael : Mr. Labrosse
- Nathalie Bienaimé : Trixie
- Ambre Fourbert : Bonnie
- Rafaèle Moutier : la maman de Bonnie
- Hervé Caradec : M. Jones
- Emmanuel Garijo : le dépanneur
- Véronique Augereau : la factrice
- Jerome Keen : agent de police

### Voix québécois
- Violette Chauveau : Jessie
- Martin Desgagné : Combat Carl / Combat Carl Jr.
- Alain Zouvi : Woody
- Daniel Picard : Buzz Lightyear
- Louis-Georges Girard : Monsieur Patate
- François Sasseville : Rex
- Sylvain Hétu : Monsieur Labrosse
- Catherine Trudeau : Trixie
- Catherine Préfontaine : Bonnie
- Aline Pinsonneault : la mère de Bonnie
- Nadia Paradis : Chat PEZ
- Gilbert Lachance : Transitron
- Jacques Lavallée : le gérant Ron

## Distinctions
Sauf indication contraire, les informations mentionnées dans cette section peuvent être confirmées par les bases de données cinématographiques  présentes dans la section « Liens externes ».

### Récompenses
- Annie Awards 2014 :
  - Meilleure réalisation à la télévision pour Angus MacLane
  - Meilleur storyboard à la télévision pour Daniel Chong
  - Meilleure animation de personnage à la télévision pour Kureha Yokoo

### Nominations
- Annie Awards 2014 :
  - Meilleur programme spécial d'animation
  - Meilleure animation de personnage à la télévision pour JC Tran Quang Thieu
  - Meilleure animation de personnage à la télévision pour David DeVan
  - Meilleur montage à la télévision pour Axel Geddes, Kathy Graves et Chloe Kloezeman